# Weissia parasitica
Weissia parasitica là một loài rêu trong họ Pottiaceae. Loài này được (Sw. ex Brid.) D. Mohr mô tả khoa học đầu tiên năm 1806.